# Deutsche Wochenzeitung Süd-Americas
Die Deutsche Wochenzeitung Süd-Americas erschien in Lima von 1859 bis 1860.

## Geschichte
Seit Juli 1859 erschien die Deutsche Wochenzeitung Süd-Americas in Lima durch Adolf Haller (der wahrscheinlich aus Österreich (Tirol?) kam). Sie folgte einer deutschsprachigen Zeitung, die dort seit 1857 bestanden hatte. 
Die Deutsche Wochenzeitung berichtete vor allem über Themen, die für die deutschsprachigen Siedler in der Region von Interesse waren.
Von Oktober 1860 sind die letzten Ausgaben bekannt, sie erschien aber möglicherweise noch einige Zeit länger.